# Marian Filc
Marian Filc, né le 16 septembre 1948 à Bratislava en Slovaquie et mort le 9 février 1993 à Vienne en Autriche, est un patineur artistique slovaque qui représente la Tchécoslovaquie dans les années 1960. Il est quintuple vice-champion de Tchécoslovaquie en 1965 à 1969.

## Biographie

### Carrière sportive
Marian Filc s'entraîne avec Hilda Múdra à Bratislava. Il est quintuple vice-champion de Tchécoslovaquie en 1965 à 1969, derrière son compatriote Ondrej Nepela. 
Il représente son pays à six championnats d'Europe (1963 à Budapest, 1965 à Moscou, 1966 à Bratislava, 1967 à Ljubljana, 1968 à Västerås et 1969 à Garmisch-Partenkirchen) et trois mondiaux (1967 à Vienne, 1968 à Genève et 1969 à Colorado Springs) et aux Jeux olympiques d'hiver de 1968 à Grenoble.
Il arrête sa carrière sportive après les mondiaux de 1969.

### Reconversion
Marian Filc émigre en Autriche où il poursuit une carrière de dentiste. 
Alors qu'il se remettait de la grippe, il subit une crise cardiaque et meurt en 1993 à l'âge de 44 ans. La tombe de Marian Filc est au cimetière Slávičie údolí à Bratislava.

### Famille
Il épouse Slavkou Gajdošovou, également patineuse artistique, avec qui il a deux enfants : Michal et Nina.
Son frère Ján Filc est joueur de hockey et entraîneur.

## Palmarès
| Compétitions                    | 1963    | 1964    | 1965    | 1966    | 1967    | 1968    | 1969    |  |  |  |  |  |  |  |  |
| Jeux olympiques d'hiver         |         |         |         |         |         | 10e     |         |  |  |  |  |  |  |  |  |
| Championnats du monde           |         |         |         |         | 14e     | 15e     | 9e      |  |  |  |  |  |  |  |  |
| Championnats d’Europe           | 21e     |         | 13e     | 8e      | 10e     | 7e      | 8e      |  |  |  |  |  |  |  |  |
| Championnats de Tchécoslovaquie | 3e      |         | 2e      | 2e      | 2e      | 2e      | 2e      |  |  |  |  |  |  |  |  |
|                                 |         |         |         |         |         |         |         |  |  |  |  |  |  |  |  |
| Autre compétition               | 1962/63 | 1963/64 | 1964/65 | 1965/66 | 1966/67 | 1967/68 | 1968/69 |  |  |  |  |  |  |  |  |
| Moscou Skate                    |         |         |         |         |         | 1er     |         |  |  |  |  |  |  |  |  |
|                                 |         |         |         |         |         |         |         |  |  |  |  |  |  |  |  |